# マンフレート・グルリット
マンフレート・グルリット（Manfred Gurlitt, 1890年9月6日 - 1972年4月29日）は、ドイツに生まれ、後半生を日本で活躍した舞台音楽とオペラの作曲家・指揮者。日本洋楽の功労者。

## 略歴
ベルリンの富裕な家庭に生まれる。一族は教育界や楽壇・画壇で活躍する名家であり、大叔父にピアニストで、ピアノ教材で有名な作曲家のコルネリウス・グルリットがいるほか、画家のルイ・グルリット、建築家のコルネリウス・グルリット、音楽学者のヴィリバルト・グルリット、美術史家のヒルデブラント・グルリットなども親戚にあたる。
楽長となるべく教育を受ける。クリントヴォルト＝シャルヴェンカ音楽院でハンス・ヘルマンとフーゴ・カウンに音楽理論を、モーリッツ・マイエル＝マールにピアノを師事したほか、ルドルフ・マリア・ブライトハウプトにピアノを、エンゲルベルト・フンパーディンクに作曲を、カール・ムックに指揮を学んだ。ブレーメン劇場で活躍した後、ベルリンで国立歌劇場の客演指揮者と高等音楽学校の教師を務めた。
1933年に頽廃芸術のレッテルを貼られたため、政治的な無定見からユダヤ系にもかかわらずナチスに入党。これが後に汚点となり、戦後にドイツ楽壇への復帰を断念せざるを得なくなる。1937年、ユダヤ人であるために党員資格を剥奪されてナチス政権からの逃亡を目論み、東京音楽学校（現在の東京藝術大学）からの打診に応じようとするが、ナチスの妨害に遭った。1939年に近衛秀麿の求めでようやくドイツを脱出、中央交響楽団の常任指揮者を勤めるかたわら、東京音楽学校の非常勤講師の資格を得た。教え子に伊藤亘行、髙田三郎、中村太郎がいる。1941年より藤原歌劇団の常任指揮者に就任。1942年頃、長野県軽井沢に疎開移住。その後は東京と軽井沢を行き来し、戦時中から戦後にかけて、数多くのオペラを指揮、多くは日本初演であった。1952年にオペラ歌手の日高久子と結婚、グルリット・オペラ協会を発足させた。また、同年に設立された二期会の指導にも着手した。また、戦時中からオペラだけでなく、自作を含む器楽曲を数多く上演している。戦後は、演奏活動のかたわら、英字紙に音楽評論の寄稿も行なった。戦後、かつてナチスドイツ政府から受けた誹謗に対して名誉回復の裁判を起こしたが、ナチ党員としての過去を問題にされ、1957年に敗訴した。東京にて他界。晩年までオペラを中心に指揮活動を続け、東京フィルハーモニー交響楽団との演奏機会も多かった。戦時中もほとんど自由な活動が可能で、渡辺浦人「野人」などの録音を残している。来日直後には信時潔「海道東征」のオーケストレーションへの助言も行ったと伝えられる。
近年はドイツでも「ヴォツェック」を始めとする再評価が進み、上演の機会も徐々に増している。戦後の1955年には自作のヴァイオリン協奏曲を、天才少年と言われた渡辺茂夫の独奏で日本初演し、レコード録音もある。
伴奏・室内楽ピアニストとしても、ゲルハルト・ヒュッシュの伴奏などで録音を残している。また1961年にはモーツァルトとベートーヴェンのピアノと管楽器のための五重奏曲を演奏している。共演者はオーボエ鈴木清三、クラリネット北爪利世、ホルン千葉馨、ファゴット中田一次という、当時の「東京管楽器協会」であった。

## 主要作品

### 舞台音楽・歌劇
- 伝説《聖女》 Die Heilige Musikalische Legende （1920年ブレーメン初演）
- 18場の悲劇《ヴォツェック》作品16 Wozzeck Musikalische Tragödie （1926年ブレーメン初演）
- 3幕のオペラ《兵士たち》 Soldaten （1930年11月9日デュッセルドルフ初演）
- 4幕のオペラ《ナナ》 Nana （1933年までに完成、1958年4月16日ドルトムント初演）
- 3幕のオペラ《セギディーリャ・ボレロ》 Seguidilla Bolero (Nächtlicher Spuk) （1934年～1936年）
- 4幕のオペラ《なぜに（フェリーツァ）》 Warum (Feliza) （1934年～1936年、改訂1942年～1945年）
- 4幕のオペラ《北国のバラード》 Nordische Ballade （1934年～1944年）

### 器楽曲
- 大管弦楽のための交響的音楽 (1922年)
- ゴヤ交響曲 (1938年-39年)
- シェークスピア交響曲 (1952年-54年)
- ピアノのための室内協奏曲第1番ヘ長調 (1927年)
- ヴァイオリンのための室内協奏曲 第2番 イ長調 (1929年)
- チェロ協奏曲 ヘ長調 (1937年）
- ピアノ五重奏曲（1912年）
- 「海ゆかば」の主題による変奏曲
- ピアノ・ソナタ (1913年)

### 声楽曲
- 3つの政治的演説
- 4つの劇的な歌曲 (1946年-52年)

## グルリットにより日本初演が行われた作品
- モーツァルト「後宮からの誘拐」[8]「ドン・ジョヴァンニ」[9]「魔笛」[10]
- ベートーヴェン「フィデリオ」（舞台上演での初演）[11]
- トマ「ミニョン」[12]
- ワーグナー「ローエングリン」[13]「ニュルンベルクのマイスタージンガー」[14]「タンホイザー」[15]
- ヴェルディ「アイーダ」[16]「オテロ」[17]｢ファルスタッフ」
- ムソルグスキー「ボリス・ゴドゥノフ」[18]
- チャイコフスキー「エフゲニ・オネーギン」[19]
- マスネ「ウェルテル」
- R.シュトラウス「サロメ」「ばらの騎士」[20]
- バルトーク「ヴァイオリン協奏曲第2番」
- （世界初演）　早坂文雄「左方の舞と右方の舞」